# Alt.atheism
alt.atheism es un grupo de noticias de Usenet dentro de la jerarquía alt.*, que discute sobre ateísmo.

## Temas de discusión
De acuerdo con el listado de preguntas frecuentes del grupo, su objetivo es la discusión de temas como los siguientes:
- El proselitismo de las asociaciones religiosas y como librarse de él.
- En que casos la religión es peligrosa para la sociedad y/o el individuo
- La oración en la escuela
- La discriminación contra los ateos
- Por qué la gente se "convierte" en atea.
- En que casos es razonable ser religioso para no perder el respeto de las personas cercanas (familia, amigos, etc)
- Las llamadas Leyes azules (Blue laws)
- En que casos los ateos salen del armario

## Grupos similares
Existen al menos otros cinco grupos de noticias asociados de alguna manera a éste:
- alt.atheism.holysmoke
- alt.atheism.moderated
- alt.atheism.illogical-fuckwits
- alt.atheism.satire

## Oposición
El grupo recibe una gran cantidad de trolls fundamentalistas cristianos y muy ocasionalmente de otras religiones. Una de las formas que tiene el grupo para tratar con ellos es emplear la sátira, como el culto al Pastafarismo, o el Unicornio rosa invisible y discusiones acerca de la supuesta «conspiración atea del demonio», temas todos ellos de la cultura popular. Desde 2002, se dan también guerras de mensajes entre otros grupos de Usenet y éste, razón por la cual, alt.atheism ha sido durante mucho tiempo uno de los newsgroups más activos en la jerarquía Usenet.[cita requerida]

## Miembros
Tras la afirmación por parte de fundamentalistas cristianos de que tan sólo enviaban mensajes al grupo un pequeño número de ateos se formó un sistema de numeración de miembros.[cita requerida] A fecha de la revisión de la versión inglesa de este artículo había 2300 ateos y agnósticos inscritos el listado.[cita requerida]